# 水野忠分
水野 忠分（みずの ただわけ、天文6年（1537年）－天正6年12月8日（1579年1月14日））は、戦国時代から安土桃山時代にかけての武将。藤二郎（藤次郎、藤治郎とも）。水野忠政の8男といわれ、兄弟に水野信元、於大の方がいる。室は佐治信方の妹。子に分長、義忠、重央、吉勝、松平勝政、次女（松平家忠室）がいる。

## 人物
天文年間（1532年－1555年）、布土城（愛知県知多郡美浜町大字布土字明山）主であったと伝えられるが、その経緯は明らかではない。
織田信長配下として天文23年（1554年）の村木砦の戦い（信元を除く兄弟のうち緒川居住の可能性と年齢、信長直属であることから『信長公記』の「水野金吾」を忠分とする）や永禄元年（1558年）の石ヶ瀬川の戦いといった今川氏との戦闘に参加。しかしその後の動向は信長に従ったという以外不明である。ただ、佐久間信盛の居所であった山崎城（名古屋市南区呼続元町）下に屋敷を構えていたこと、兄・信元殺害後は緒川城下にも屋敷を持っていたことが『家忠日記』の記述より推測されるという。
天正6年（1579年）に、荒木村重の立てこもる摂津国有岡城攻め（有岡城の戦い）において戦死。享年42。墓所は愛知県東浦町の乾坤院。法名は盛龍院殿心得全了大居士。